# Energy (Stay Far Away)
Energy (Stay Far Away) è un singolo del rapper britannico Skepta, pubblicato il 20 giugno 2018 in collaborazione con il rapper nigeriano Wizkid.

## Tracce
1. Energy (Stay Far Away) – 3:19

## Classifiche
| Classifica (2018)         | Posizione massima |
| ------------------------- | ----------------- |
| UK Official Singles Chart | 59                |
| UK R&B                    | 37                |